# Gente joven
Gente joven fue un programa español musical estrenado el 30 de noviembre de 1975 en TVE.

## Formato
Junto al director de orquesta Rafael Ibarbia, los concursantes tenían la opción de darse a conocer como cantantes, instrumentistas o ilusionistas, esperando llegar a la final para dar un vuelco a su vida. El programa seleccionó seis categorías posibles para inscribirse: canción ligera, canción española, canción lírica, folk, variedades (que incluía a los instrumentistas e ilusionistas) y bailes regionales. Hubo también un certamen específico para bandas de música no profesionales, incluido en el programa con tres actuaciones: pasodoble o marcha, selección de zarzuela y pieza libre. En las últimas ediciones, las tres piezas en total no podían durar más de quince minutos.
La fórmula tuvo un notable éxito logrando mantenerse en antena 12 años hasta 1987.

## Presentadores
El espacio fue presentado, en una primera etapa por Antolín García (1975-1977), acompañado por una jovencísima Isabel Tenaille (1975), en su primera experiencia televisiva. Tras la marcha de Tenaille, se hizo cargo de la presentación otra de las estrellas de la cadena: Marisa Abad, hasta 1978. En 1977, el actor Alfonso del Real fue fichado para realizar sketches humorísticos. En esa época se incorporó también Jesús Villarino, que condujo el espacio hasta su cancelación definitiva, primero junto a Isabel Borondo (1981) y después con Mercedes Rodríguez.

## Concursantes que saltaron a la fama
En 1979 concursó José María Cano interpretando Al alba de Luis Eduardo Aute, acompañado por Ana Torroja a los coros y Nacho Cano a la guitarra. Fue el debut de quienes tres años después serían conocidos como Mecano. Otros concursantes que alcanzarían el éxito posteriormente serían María Vidal, Francisco, María José Santiago, Carlos Marín y María del Monte, entre otros.